# Mitja Zastrow
Mitja Kolia Zastrow (Wuppertal, 7 marzo 1977) è un ex nuotatore olandese.
Nato in Germania, è diventato un cittadino olandese nel 2003, in seguito a dissensi con la federazione tedesca di nuoto. Ha vinto un argento alle Olimpiadi di Atene 2004.

## Palmarès
- Olimpiadi

Atene 2004: argento nella 4x100m sl.
- Mondiali in vasca corta

Atene 2000: bronzo nella 4x100m sl.
Manchester 2008: argento nella 4x100m sl.
- Europei

Eindhoven 2008: bronzo nella 4x100m sl.
- Europei in vasca corta

Lisbona 1999: argento nella 4x50m sl.
Trieste 2005: oro nella 4x50m sl.
Helsinki 2006: bronzo nella 4x50m sl.
Debrecen 2007: bronzo nella 4x50m misti.